# Ilia Berezine
Pour les articles homonymes, voir Berezine.
Ilia Nikolaïevitch Berezine (Илья́ Никола́евич Бере́зин), né le 20 juillet 1818 dans le gouvernement de Perm et mort le 22 mars/3 avril 1896 à Saint-Pétersbourg, est un universitaire orientaliste russe, professeur de la chaire de lettres turco-tatares de l'université de Saint-Pétersbourg, spécialiste également du persan et du mongol.

## Biographie
Il naît en juillet 1818, dans l'Oural, dans le village des usines de la Ioug (aujourd'hui village de Ioug) de l'ouïezd de Perm (gouvernement de Perm), au sein de la famille d'un secrétaire de collège. Après une instruction à domicile, il étudie dans une école secondaire d'ouïezd d'Ekaterinbourg, puis il est envoyé au lycée de garçons de Perm.

### Université de Kazan
Après le lycée, Bérézine entre à l'université impériale de Kazan (1837) au département des langues orientales, dont il atteint le grade de candidat au doctorat, alors qu'il n'a pas encore 19 ans. Il étudie à l'université l'arabo-persan sous la houlette du professeur Franz Erdmann.
En 1837, candidat au doctorat du département oriental de la faculté d'histoire et de lettres, il est nommé comme assistant à la chaire professorale, puis il voyage à Astrakhan, pour connaître de près la vie des Persans et des Tatars, et à son retour à Kazan, il défend sa thèse intitulée Facteurs du développement de l'instruction et de son arrêt sous le pouvoir des mahométans. Il est nommé magister en lettres orientales en 1841.
En 1842, Bérézine est envoyé en voyage d'études par le professeur Alexandre Kazembek au Daguestan, en Transcaucasie, en Arabie, en Turquie asiatique, en Perse et en Égypte pendant trois ans avec William Dittel. Ils y apprennent les langues, la vie contemporaine des peuples, leur littérature et les antiquités de différents États orientaux. Son récit de ce voyage en Orient est publié en 1845-1846 dans les Annales de l'université impériale de Kazan. De retour à Kazan, Bérézine est nommé professeur de la chaire de langue turque le 19 mars 1846. Pendant neuf ans, il va publier nombre de traités savants et d'articles en russe et en français (langue scientifique à l'époque). La Bibliothèque des historiens orientaux (1850-1851), publie des travaux classiques de Bérézine: Sheybani-namé  et Djami-èt-tevarih.

### Université de Saint-Pétersbourg
Quand au début de la Guerre de Crimée, la faculté de langues orientales de l'université impériale de Saint-Pétersbourg est ouverte en 1855, Ilia Bérézine, le mongoliste Alexandre Popov et le sinologue Vassili Vassiliev y sont appelés en tant que professeurs ordinaires. Bérézine doit diriger la chaire de lettres turco-tatares. En 1870-1873, il est doyen de la faculté. Le 30 août 1863, Bérézine est nommé conseiller d'État effectif et le 1er janvier 1885, conseiller secret.
Bérézine écrit de nombreux articles à cette époque concernant l'Orient et les récits de son voyage de 1842-1845 rencontrent un grand succès.
Il est l'auteur aussi de nombre de recensions, d'articles critiques sur l'Orient, surtout dans les publications du département oriental de la Société impériale russe d'archéologie, dans la Revue du ministère de l'instruction, Le Messager de l'Europe, Les Annales de la Patrie et d'autres. Il défend sa thèse de doctorat de professeur de lettres orientales en 1864, intitulée Essai sur la structure interne de l'oulous de Djoutchiev. En 1872-1879, il entreprend l'édition du Dictionnaire encyclopédique russe en seize tomes. En 1883-1884, il édite deux tomes du Nouveau Dictionnaire encyclopédique, dictionnaire abrégé à prix modique et accessible au public. 
Il meurt le 22 mars (3 avril) 1896 à Saint-Pétersbourg et il est inhumé au cimetière de Novodievitchi (Saint-Pétersbourg).

## Distinctions
- Ordre de Saint-Stanislas de IIe classe (1856).
- Ordre de Sainte-Anne de Iie classe avec couronne impériale (1867).
- Ordre de Saint-Vladimir de IIIe classe (1871).
- Ordre de Saint-Stanislas de Ire classe (1874).
- Ordre de Sainte-Anne de Ire classe (1878).
- Ordre du Lion et du Soleil de l'Empire perse de IIe classe (1863).

## Publications

### À Kazan
- Grammaire turque (1847)
- Description des manuscrits turco-tatars conservés aux bibliothèques de Saint-Pétersbourg (1846-1849)
- Système des dialectes turcs (1849, en français dans le texte)
- Voyage au Daguestan et en Transcaucasie (1850) (fr) Ilya Nikolaevitch Bérézine (1816-1896), Voyage au Daghestan et en Transcaucasie (traduction du russe présentée et annotée par Jacqueline Calmard-Compas), Geuthner, Paris, 2006, XXXI-394 p.  (ISBN 2-7053-3778-4)
- Bibliothèque des historiens orientaux (1850-1851, 2 tomes)
- Inscriptions du khan (1850-1852)
- Voyage en Orient (1849-1852, 2 tomes)
- Voyage en Perse du Nord (1852)
- Recherches sur les dialectes persans (1853, en français dans le texte)
- Grammaire du persan (1853)
- Monographie Bolgar dans la région de la Volga (1853)
- Sur l'invasion de Baty en Russie (1853)
- Catalogue des mémoires et des médailles du cabinet numismatique de l’université de Casan (1855, en français dans le texte)

### À Saint-Pétersbourg
- Les Proverbes populaires des tribus turques (1856)
- Guide du voyageur en Orient. Dialogues arabes d’après trois principaux dialectes: de Mésopotamie, de Syrie et d’Egypte (1857, en français dans le texte)
- Recueil des chroniques orientales (1858-1869, 6 tomes)
- Thèse de doctorat Structure interne de l'oulous de Djoutchiev, d'après des inscriptions du khanat (1865)
- Chrestomathie turque (1857-1878, 3 tomes)

Parallèlement à ces ouvrages publiés séparément, Ilia Bérézine a publié de nombreux articles sur l'Orient dans divers périodiques. Ses essais particulièrement vifs sont parus dans Les Nouvelles de Moscou, ainsi que dans Le Messager russe, où des articles suivants ont été publiés:
- Рамазан в Стамбуле Le Ramadan à Stamboul (1856)
- Бейрам Beïram (1856)
- Сцены в пустыне Scènes dans le désert (1856, 1858, 1860)
- Иной мир  Un autre monde (1857)
- Блаженство мусульманина La Béatitude du musulman (1867)

Parmi les derniers travaux de Bérézine, une place de choix est occupée par le Dictionnaire encyclopédique russe (1873-1882, 16 volumes).

## Source de la traduction
- (ru) Cet article est partiellement ou en totalité issu de l’article de Wikipédia en russe intitulé « Березин, Илья Николаевич » (voir la liste des auteurs).